# Pierre Roustang
Pierre Roustang est un scénariste, réalisateur et producteur français né le 26 avril 1921 à Loisey (55) et mort le 3 février 2009 à Gap.

## Filmographie

### Scénariste
- 1959 : Pourquoi viens-tu si tard ? de Henri Decoin
- 1965 : Paris-secret de Édouard Logereau (documentaire)
- 1970 : Sur un arbre perché de Serge Korber

### Réalisation
- 1969 : Paris top secret